# Žirafíkovití
Žirafíkovití (Ampulicidae) je čeleď žahadlových blanokřídlích, kteří se řadí mezi včely do skupiny kutilek. Čeleď zahrnuje asi 200 druhů v šesti rodech. Minimálně dva druhy žirafíků žijí i v České republice.

## Charakteristika čeledi

### Popis
Žirafíkovití jsou středně velké až velké druhy včel kutilek (cca 5 až 25 mm). Mají dlouhé štíhlé nohy, které jsou přizpůsobené rychlému pohybu. Hlava je relativně velká, předohruď krčkovitě prodloužená (proto český název žirafíci); středozádí s výraznými švy. Zadeček má vřetenovitý tvar, u samců je na konci zaoblený, u samic zaostřený. Stopka chybí nebo je krátká.

### Život
Zástupci čeledi jsou převážně lesními druhy. Aktivně pobíhají po lesním pokryvu, jako jsou spadané listy, kůra stromů a pařezy. Létat sice umějí, ale tento pohyb využívají poměrně málo. Pokud se cítí ohroženi, snaží se uniknout do úkrytu, což mohou být různé dutiny a skrýše v detritu. K hnízdění využívají malé dutiny a komůrky. Dospělci se živí nektarem nebo krvomízou. Pro své larvy loví šváby. Ty částečně ochromí („zombifikují“) přesně aplikovaným žihadlem do nervového centra, a pak je za tykadlo odvedou do hnízda, kde na ně nakladou vajíčko. Hnízdní dutinu následně zatarasí a zamaskují. Z vajíčka se po několika dnech vylíhne larva, která postupně vyžírá stále živého, ale ochromeného a pohybu neschopného švába. Následně se v něm zakuklí a po několika týdnech se z hnízda vyhrabe a vylétne dospělý žirafík.

## Rody
- Ampulex Jurine, 1807
- Aphelotoma Westwood, 1841
- Dolichurus Latreille, 1809
- Paradolichurus F. Williams, 1960
- Riekefella Özdikmen, 2005
- Trirogma Westwood, 1841[1]

## Významní zástupci
- žirafík smaragdový (Ampulex compressa) – tropický druh
- žirafík páskovaný (Ampulex fasciata) – žije v ČR
- žirafík dvoubarvý (Dolichurus bicolor)
- žirafík růžkatý (Dolichurus corniculus) – žije v ČR